# Автоволны
Автоволны (англ. autowaves) — это самоподдерживающиеся нелинейные волны в активных средах (то есть содержащих распределённые источники энергии). Термин в основном применяется к процессам, где волной переносится относительно малая энергия, которая необходима для синхронизации или переключения активной среды.

## Введение

### Актуальность и значимость
Автоволны (АВ) являются распределёнными аналогами автоколебаний в сосредоточенных системах. Их примерами являются волны горения, нервные импульсы, волны распределения туннельных переходов (в полупроводниках) и т.п. Автоволновые процессы (АВП) лежат в основе большинства процессов управления и передачи информации в биологических системах. (...) Интересной особенностью активных сред является то, что в них могут возникать автоволновые структуры (АВС) (...) Важность АВС определяется следующим: 
1. АВ и АВС могут осуществляться в системах любой физической природы, динамика которых описывается уравнениями вида (1). 
2. Это новый тип динамических процессов, порождающих макроскопический линейный масштаб за счёт локальных взаимодействий, каждое из которых линейным масштабом не обладает. 
3. АВС являются основой морфогенеза в биологических системах.  
4.  Возникновение АВС — новый механизм турбулентности в активных средах.
В 1980 г. советские учёные Г.Р. Иваницкий, чл.-кор. АН СССР, директор; В.И. Кринский, зав. лабораторией; А.Н. Заикин, с. н. с. ИБФАН; А.М. Жаботинский, зав. лабораторией НИИБИХС; Б.П. Белоусов, химик-аналитик, стали лауреатами высшей государственной награды СССР — Ленинской премии «за обнаружение нового класса автоволновых процессов и исследование их в нарушении устойчивости возбудимых распределённых систем».

### Краткие исторические сведения
Изучением автоколебаний активно занимался академик А. А. Андронов, и сам термин «автоколебания» в русскоязычную терминологию введён А. А. Андроновым в 1928 году. Его последователи из ННГУ в дальнейшем внесли большой вклад в развитие автоволновой теории.
Простейшие автоволновые уравнения, описывающие процессы горения, были изучены А. Н. Колмогоровым, И. Е. Петровским, Н. С. Пискуновым в 1937 г. а также Я. Б. Зельдовичем и Д. А. Франк-Каменецким в 1938 г.
Классическая аксиоматическая модель автоволн в миокарде была опубликована в 1946 году Норбертом Винером и Артуром Розенблютом.
В период 1970-1980 гг. основные усилия по изучению автоволн были сосредоточены в ИБФАН Академии наук СССР, находящемся в подмосковном городе Пущино. Именно здесь под руководством В. И. Кринского были воспитаны ныне известные во всём мире специалисты в области изучения автоволн: А. В. Панфилов, И. Р. Ефимов, Р. Р. Алиев, К. И. Агладзе, О. А. Морнев, М. А. Цыганов. Также в Пущино, в соседнем институте ИМПБ РАН, в лаборатории Э. Э. Шноля приобрели опыт работы с автоволновой теорией В. В. Бикташев, Ю. Е. Елькин, А. В. Москаленко.
Вероятно, именно в Пущино и был предложен термин «автоволны» по аналогии с ранее уже прижившимся «автоколебания».
Практически сразу после распада СССР многие из перечисленных пущинских ученых выехали работать в зарубежных институтах, где и сейчас продолжают свои исследования автоволн. В частности, И. Р. Ефимову принадлежит разработка теории виртуального электрода, возникающего при дефибрилляции.
Известны также своими исследованиями автоволн российские ученые А. Н. Заикин и Э. Э. Шноль (автоволны и бифуркационная память в системе свёртывания крови); А. Ю. Лоскутов (общая автоволновая теория, а также динамический хаос в автоволнах); В. Г. Яхно (общая автоволновая теория, а также автоволны и процесс мышления); К. И. Агладзе (автоволны в химических средах); В. В. Бикташев (общая автоволновая теория, а также разные виды дрейфа автоволновых ревербераторов); О. А. Морнев (общая автоволновая теория); М. А. Цыганов (роль автоволн в популяционной динамике); Ю. Е. Елькин, А. В. Москаленко (бифуркационная память в модели миокарда).
Из иностранных исследователей огромная роль принадлежит Денису Ноблу и сотрудникам его команды Оксфордского университета в развитии и исследовании автоволновых моделей различных типов миокарда.

### Основные определения
Одно из первых определений автоволн выглядело следующим образом: 
Под автоволнами принято сейчас понимать самоподдерживающийся волновой процесс в неравновесной среде, остающийся неизменным при достаточно малых изменениях как начальных, так и граничных условий. (...) Математическим аппаратом для описания автоволн чаще всего служат уравнения диффузионного типа с активной нелинейностью.

В отличие от линейных волн — звуковых, электромагнитных и других, свойственных консервативным системам и математически описываемых при помощи линейных гиперболических уравнений второго порядка (волновыми уравнениями), — динамика автоволны в терминах дифференциальных уравнений может быть описана параболическими уравнениями второго порядка с нелинейным свободным членом специального вида. Конкретный вид свободного члена {\displaystyle {\vec {f}}({\vec {u}})} чрезвычайно играет важную роль, потому что: 
все волновые процессы порождаются динамикой нелинейной точечной системы {\displaystyle {\dot {\vec {u}}}={\vec {f}}({\vec {u}})}, которая является автоколебательной или потенциально автоколебательной.
Обычно {\displaystyle f} имеет {\displaystyle N}-образную зависимость от {\displaystyle u}. В этом смысле система уравнений, известная как модель Алиева-Панфилова, представляет собой весьма экзотический пример: {\displaystyle f(u)} имеет в ней весьма сложный вид двух пересекающихся парабол, к тому же ещё и пересекаемых двумя прямыми, что приводит к ещё более выраженным нелинейным свойствам этой модели.
Автоволна является примером самоподдерживающегося волнового процесса в протяжённых нелинейных системах, содержащих распределенные источники энергии. Для простых автоволн период, длина волны, скорость распространения, амплитуда и другие характеристики автоволны определяются исключительно локальными свойствами среды. Однако в 21-м веке исследователи стали обнаруживать всё большее число примеров автоволновых решений, когда этот «классический» принцип нарушается (см. также общие сведения в литературе, — например, в).

### Простейшие примеры

Решение уравнения Фишера в виде фронта волны переключения (см. подробности в статье «Системы реакционно-диффузионного типа»).

Простейшая повседневная модель автоволны — ряд костяшек домино, которые последовательно падают, если уронить крайнюю (принцип домино). Это пример волны переключения.
В качестве ещё одного примера автоволны, представьте себе, что вы встали на поле и поджигаете траву. Пока температура ниже порогового значения, трава не загорается. При достижении порогового значения температуры (температуры воспламенения) трава начинается процесс горения, с выделением при этом теплоты, достаточной для воспламенения соседних участков. В результате образуется фронт огня, который бежит по полю. При этом говорят, что возникла автоволна, — один из результатов самоорганизации в термодинамически активных неравновесных системах. Через какое-то время на месте сгоревшей травы вырастает новая, и занятая травой территория снова приобретает способность воспламеняться.
Кроме движения фронта горения к автоволновым процессам относятся колебательные химические реакции в активных средах (реакция Белоусова-Жаботинского), распространение импульса возбуждения по нервному волокну, волны химической сигнализации в колониях некоторых микроорганизмов, автоволны в сегнетоэлектрических и полупроводниковых плёнках, популяционные автоволны, распространение эпидемий и генов и многие другие явления.
Нервный импульс, служащий типичным примером автоволны в активной среде с восстановлением, изучался Гельмгольцем ещё в 1850 г. Свойства нервного импульса, типичные для простейших автоволновых решений (универсальная форма и амплитуда, не зависящие от начальных условий, и аннигиляция при столкновениях), были установлены в 20-х и 30-х годах XX века.

Схематическое изображение электрофизиологической записи потенциала действия, демонстрирующая разные фазы волны возбуждения, проходящей через фиксированную точку клеточной мембраны.

Рассмотрим двумерную активную среду, состоящую из элементов, каждый из которых может находиться в трёх различных состояниях: покое, возбуждении и рефрактерности. При отсутствии внешнего воздействия элемент находится в состоянии покоя. В результате воздействия, когда концентрация активатора достигнет порогового значения, элемент переходит в возбуждённое состояние, приобретая способность возбуждать соседние элементы. Через некоторое время после возбуждения элемент переключается в состояние рефрактерности, находясь в котором он не может быть возбужден. Затем элемент сам возвращается в исходное состояние покоя, снова приобретая способность переходить в возбуждённое состояние. Передний фронт автоволны (переход из покоя в состояние возбуждения) обычно очень мал: к примеру, для ткани сердца отношение длительности фронта ко всему импульсу примерно 1:330.
Волна возбуждения движется по возбудимой среде без затухания, сохраняя постоянной форму и амплитуду. При её прохождении энергетические потери (диссипация) полностью компенсируются за счёт подвода энергии от элементов среды.
Было продемонстрировано, что фибрилляцию желудочком можно рассматривать как хаотическое поведение вихрей возбуждения миокарда.
Как мы теперь знаем, в основе фибрилляции лежит возникновение ревербераторов и их последующее размножение. Потребовалось около 10 лет, чтобы экспериментально подтвердить процесс размножения ревербераторов в миокарде. Это было сделано (с применением методики многоэлектродного картирования) в конце 1970-х годов в целом ряде лабораторий: М.Е. Джозефсоном с коллегами, М.Дж. Янсоном с коллегами, К. Харуми с коллеами и М.А. Алесси с коллегами.В. Кринский и др.
Уникальные возможности для исследования автоволновых процессов в двух- и трёхмерных активных средах с самой различной кинетикой предоставляют методы математического моделирования с использованием компьютеров. Для компьютерного моделирования автоволн используют обобщённую модель Винера-Розенблюта, 'а также большое число иных моделей', среди которых особое место занимают модели ФитцХью-Нагумо (простейшая модель активной среды и различные её варианты) и модель Ходжкина-Хаксли (нервного импульса). Также существует множество автоволновых моделей миокарда: модель Биллера-Рейтера, несколько моделей Нобла (разработанных Денисом Ноблом), модель Алиева-Панфилова, модель Фентона-Кармы и др.

### Основные свойства автоволн
Было также доказано, что простейшие автоволновые режимы должны быть свойственны всем активным средам, поскольку систему дифференциальных уравнений любой сложности, описывающую ту или иную активную среду, можно упростить до двух уравнений.

## Основные известные автоволновые объекты
Прежде всего элементы активной среды могут находиться, по крайней мере, в трёх очень разных состояниях, а именно: автоколебательный режим, возбудимый режим и режим триггера (или бистабильный режим).. Соответственно, существует три типа составленных из таких элементов однородных активных сред.
Бистабильный элемент обладает двумя устойчивыми стационарными состояниями, переходы между которыми происходят при внешнем воздействии, превышающем некоторый порог. В средах из таких элементов возникают волны переключения из одного состояния в другое. Например, классическим примером автоволны переключения, — пожалуй, самого простого автоволнового явления, — является падающее домино (пример уже приводимый выше). Другим простейшим примером бистабильной среды является горящая бумага: по ней в виде пламени распространяется волна переключения бумаги из нормального состояния в её золу.
Возбудимый элемент имеет только одно устойчивое стационарное состояние. Внешнее воздействие, превышающее пороговый уровень, способно вывести элемент из устойчивого состояния и заставить его совершить некоторую эволюцию, прежде чем он вновь вернется в это состояние. Во время переходов, активный элемент способен повлиять на связанные с ним элементы и в свою очередь вывести их из стационарного состояния. В результате, в такой среде распространяется волна возбуждения. Это наиболее распространённый вид автоволн в биологических средах, таких как нервная ткань, или сердечная мышца.

Автоколебательный элемент не имеет стационарных состояний и постоянно совершает устойчивые автоколебания определённой формы, амплитуды и частоты. Внешнее воздействие способно возмутить эти колебания. По прошествии некоторого времени релаксации, все их характеристики кроме фазы вернутся к своему устойчивому значению, но фаза может измениться. В итоге, в среде из таких элементов распространяются фазовые волны. Это, например, волны в электрогирлянде и некоторых химических средах. Примером автоколебательной среды является синусовый узел сердца, в котором спонтанно возникают импульсы возбуждения.
Из фазового портрета базовой системы уравнений, описывающей активную среду, хорошо видно (см. рис.), что существенное различие между этими тремя типами поведения среды вызвано количеством и положением особых точек. Форма же наблюдаемых в реальности автоволн может быть весьма схожей, и по форме импульса возбуждения определить тип элемента может быть затруднительно.
Естественно, возможно существование и комбинированных активных сред, которые составлены из разных типов элементов. Одним из примеров высокоорганизованной комбинированной активной среды как раз и является сердце.
Кроме того, то, какие автоволновые явления возможно наблюдать и исследовать, зависит в значительной степени от геометрических и топологических особенностей конкретной активной среды.

### Пейсмекеры
Автоколебательный режим активной среды часто называют ещё пейсмекерным, а сам участок активной среды именуют, соответственно, пейсмекером.

ПЕЙСМЕКЕР
(англ. pacemaker, букв. «задающий темп»), ритмоводитель, колебатель, специализир. клетки, способные генерировать и поддерживать колебания, к-рые передаются по проводящим путям и вовлекают др. клетки в биол. ритмы.
— Биологический энциклопедический словарь / гл. ред. М.С. Гиляров; редкол.: А.А. Бабаев, Г.Г. Винберг, Г.А. Заварзин и др. — 2-е изд., исправл. — М.: Сов. Энциклопедия, 1986.
Ещё в 1970-х годах были начаты исследования, нацеленные на управление отдельными группами нейронов, и в частности на изучение способов перевода отдельных нейронов в режим пейсмекеров. Тогда же уже были достигнуты определённые успехи в решении намеченной задачи.

Исследования, проведённые школой Е.Н. Соколова, убедительно показывают, что запуск пейсмекерных потенциалов действия может осуществляться некоторым эндогенным механизмом, генерирующим подпороговый пейсмекерный потенциал и независимым от основного механизма генерации импульсов типа Ходжкина-Хаксли. В качестве первой модели такого механизма (до необходимых уточнений) можно взять модель Молчанова-Селькова, имеющую полный набор возможных периодов колебаний, зависящих от одного параметра {\displaystyle \beta }:

     {\displaystyle {\partial \xi  \over \partial t}=\beta -\xi \eta ^{2}};          {\displaystyle {\partial \eta  \over \partial t}=\xi \eta ^{2}-\xi }          (6)

Здесь {\displaystyle \beta } — поток «субстрата»,
{\displaystyle \xi } — основная переменная биохимической реакции,
{\displaystyle \eta } — «продукт».

Независимость двух механизмов активности нейрона мы понимаем в том смысле, что переменные этих механизмов независимы и воздействуют на параметры другой системы. 

(...)

Эндогенный механизм типа (6) может менять параметры основного механизма, запуская режим пейсмекерной активности (РПА), либо, что гораздо тоньше, может уменьшать величину порога. Это создаёт возможность резонансного РПА при подпороговых значениях запускающего механизма. В частности, основой такого резонанса может служить эффект уменьшения порога на выходе из гиперполяризации, если в этой фазе происходит повышение порогового пейсмекерного потенциала. Природа могла воспользоваться этой возможностью и эволюционно отобрать эндогенный механизм (6) с нужным периодом.— Э.А.Лямин, стр. 3-27
Уже из этого короткого процитированного отрывка хорошо видно, что ещё в биофизических исследованиях 1970-х годов были выявлены принципы, которые могут быть положены в основу работы психотронного оружия.

### Одномерные автоволны
К одномерным автоволнам относят случаи их распространение по кабелю и распространение в кольце, причём последний режим рассматривается как предельный случай вращающейся волны в двумерной активной среде, а первый — как распространение в кольце с нулевой кривизной (то есть с бесконечно большим радиусом).

### Двумерные автоволны
Известен целый ряд источников автоволн в двумерной активной среде. Так для реентри, известного ещё с 19-го века механизма аритмий сердца, теперь различают как минимум четыре типа источников: бег по кольцу, спиральная волна, ревербератор (двумерный автоволновой вихрь) и фибрилляция как хаотическое поведение множества ревербераторов. В литературе называют два типа источников концентрических автоволн в 2D активных средах: пейсмейкеры и ведущие центры. Ведущие центры и ревербераторы интересны тем, что они не привязаны к структуре среды и могут возникать и исчезать в разных её местах. Также источниками автоволн могут быть зоны повышенного автоматизма: 1) вызванная автоматия, а также 2) триггерная автоматия по механизму ранней постдеполяризации и 3) триггерная автоматия по механизму поздней постдеполяризации.
Ещё о 2D
См. подробнее вращающиеся автоволны: Спиральная автоволна и Автоволновой ревербератор.

### Трёхмерные автоволны
Ещё более сложные типы ре-ентри возникают в трехмерном пространстве. Прямым обобщением спиральной волны на трехмерное пространство является простой свиток, у которого вращение происходит вокруг некоторой прямой линии, называемой нитью.
Кроме того, нить свитка может быть произвольно искривлена или даже замкнута (в последнем случае свиток превращается в автоволновой тор).
Вдоль нити может меняться фаза вращения свитка, и в этом случае свиток называют скрученным свитком. Некоторые авторы (например, Елькин со ссылкой на классические работы Артура Винфри) указывают, что, несмотря на значительно большее разнообразие трехмерных автоволновых режимов в сравнении с двумерным случаем, «существуют определенные топологические ограничения, значительно сокращающие разнообразие трехмерных автоволновых структур, — например, не может существовать одиночный скрученный кольцевой свиток»; в этом случае, по утверждению Баркли и соавт., с точки зрения топологии должна быть ещё одна нить, проходящая через центр такого скрученного тора (англ.: twisted scroll ring).
Отметим ещё раз, что описанные здесь автоволновые явления являются не только математическими феноменами, но наблюдались в многочисленных натурных экспериментах с активными средами различной природы, в том числе в реакционно-диффузионных химических системах, в сердечной ткани.

## Примеры автоволновых процессов в природе

### Автоволны в химических растворах
Примером химической реакции, в которой при некоторых условиях могут возникать автоволны, является реакция Белоусова—Жаботинского.
Волны в химических системах можно классифицировать по их принадлежности к группам триггерных или фазовых волн.
Термин «триггерные волны» подразумевает, что они являются волнами переключения между двумя состояниями системы, причем конечное состояние системы после прохождения волны может совпадать с её исходным состоянием (двойное переключение). Триггерные волны могут возникать как в колебательной среде, так и в среде с устойчивым стационарным состоянием, но при условии её возбудимости.
Фазовые волны по определению связаны с перемещениями в пространстве фазы колебаний, происходящих в каждой точке пространства, а значит могут существовать только в колебательной системе. Фазовые волны могут быть как высоко-, так и низкоамплитудными и иметь практически любую скорость. В случае волновых пакетов (или пакетных волн), являющихся специфическим случаем фазовых волн, амплитуда колебаний мала и эти волны имеют синусоидальный вид, а их скорость определяется групповой и фазовой скоростями.
Для классификации волн можно также обратиться к их различиям в геометрических формах и выделить плоские, концентрические и спиральные волны. Как триггерные, так и фазовые волны могут быть спиральными и в виде окружностей с четко выраженным центром («пейсмекеры» или «мишени»). Если учесть направление движения волн (к центру или от центра), то спиральные и концентрические волны могут быть как «нормальными», движущимися от центра, так и «антиспиралями» и «антипейсмекерами», то есть волнами движущимися к центру. Известны только фазовые волны, которые могут двигаться к центру возмущения (в этом случае фундаментальный принцип причинности не нарушается). Пакетные волны после многочисленных отражений от стенок могут преобразовываться в стоячие волны, аналогичные, например, механическим стоячим волнам при колебаниях струн и акустическим (или электромагнитным) стоячим волнам.

### Автоволновые модели биологических тканей

#### Автоволновые модели нервного волокна
Основная статья находится на странице «Модель Ходжкина — Хаксли»

#### Автоволновые модели миокарда
Классическая модель Винера-Розенблюта. Разработана, соответственно, Норбертом Винером и Артуром Розенблютом.
Другие примеры: модель ФитцХью-Нагумо, модель Билера-Рейтера и несколько других.

#### Автоволны в системе свёртывания крови
См. список Литературы.

### Популяционные автоволны
Коллективные амёбы Dictyostelium discoideum при наличие достаточного питания живут в виде одноклеточных организмов. Однако при голодании они сползаются и образуют многоклеточный организм, который впоследствии даёт споры, способные пережить неблагоприятные условия. Установлено, что движение амёб управляется распределением по среде некоторого вещества — морфогена цАМФ. Клетки амёб синтезируют и накапливают в себе молекулы цАМФ и способны «высвободить» его запас в окружающую среду, если концентрация цАМФ в ней повысилась. Освободившееся количество цАМФ распространяется за счёт диффузии по среде и заставляет следующие клетки амёб «сработать», выбросив свою порцию морфогена. В результате по среде распространяется автоволна — повышенная концентрация цАМФ. После прохождения волны «разрядившиеся» клетки начинают вновь накапливать за счёт синтеза определённую порцию цАМФ и по прошествии некоторого времени способны «срабатывать» вновь. Таким образом, популяция коллективных амёб служит типичным примером активной среды.В.Е. Кринский, А.ВС. Михайлов, 1984